# Подонье
Подо́нье (укр. Подоння) или Придо́нье (укр. Придоння) — территория в бассейне реки Дон. Расположена в центральной части Русской равнины и охватывает ряд областей Центрального, Центрально-Чернозёмного, Поволжского и Северо-Кавказского экономических районов. Рельеф образуют равнины. Исторически эти земли составляли часть Дикого поля.

## Районы

### Верхнее Подонье
Верхнее Подонье находится в северной части течения реки Дон — от истока последнего до впадения в него реки Воронеж. Основные притоки справа: Непрядва, Красивая Меча, Быстрая Сосна, Снова, Девица, слева — Воронеж. Основную часть Верхнего Подонья занимают Липецкая область, однако части региона входят в состав Тульской, Орловской, Тамбовской и Воронежской областей. Города: Новомосковск, Данков, Липецк, Елец, Задонск, Воронеж. Территория находится в лесной и лесостепной зоне.

### Среднее Подонье
Среднее течение простирается от впадения в Дон Воронежа до города Калач-на-Дону. Основные притоки справа — Потудань, Тихая Сосна, Чёрная Калитва, Богучар, слева — Икорец, Битюг, Осереда, Толучеевка, Хопёр, Медведица. Средний Дон входит в состав областей: Воронежской, северной части Ростовской и запада Волгоградской. Территория находится в степной и лесостепной зонах.

### Нижнее Подонье
Нижнее течение простирается от города Калач-на-Дону до впадения в Азовское море. Основные притоки — Северский Донец (справа) и Сал (слева). Нижний Дон находится в степной зоне; основная его часть входит в пределы Ростовской области. Включает в себя винодельческий регион «Долина Дона».

## Рельеф
Рельеф образуют возвышенности — Среднерусская, Калачская, Доно-Донецкая, Доно-Сальская и низменности — Окско-Донская, Бузулукская; встречаются невысокие цепи — Донская гряда, Донецкий кряж. Основная часть Подонья расположена в зоне степи и лесостепи.